# Matt Breida
Matthew John Breida (Brandon, 2 febbraio 1996) è un ex giocatore di football americano statunitense che ha militato nel ruolo di running back nella National Football League (NFL).

## Carriera

### San Francisco 49ers

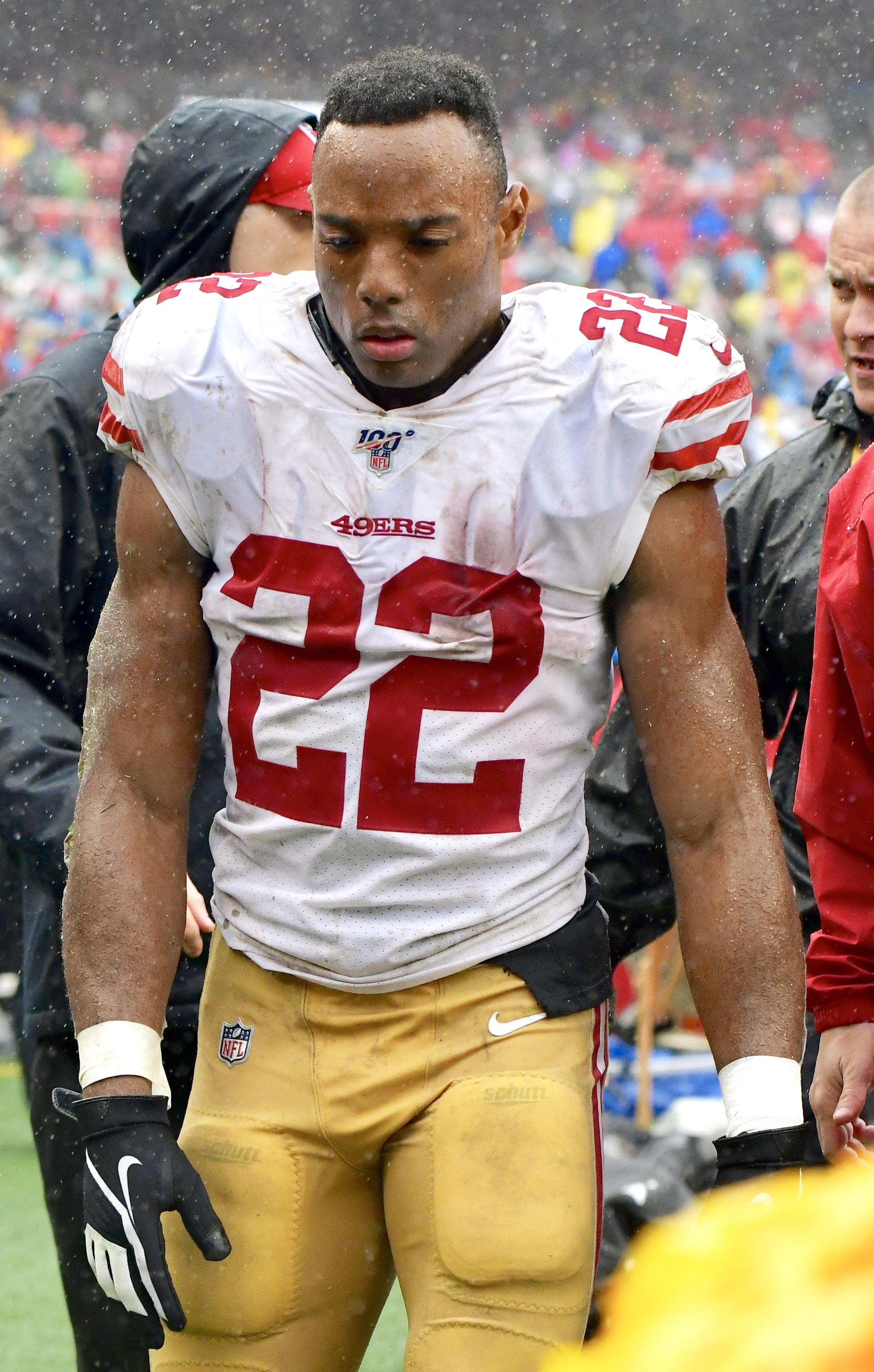
Breida nel 2019 con i 49ers

Al college Breida giocò a football alla Georgia Southern University dal 2014 al 2016. Dopo non essere stato scelto nel Draft NFL 2017 firmò con i San Francisco 49ers, disputando la sua prima stagione come riserva di Carlos Hyde. Il primo touchdown lo segnò il 12 novembre 2017 nella vittoria contro i New York Giants. Nel penultimo turno contro i Jacksonville Jaguars corse un massimo stagionale di 74 yard. La sua stagione da rookie si concluse con 465 yard corse disputando tutte le 16 partite, nessuna delle quali come titolare.
Nel secondo turno della stagione 2018 contro i Detroit Lions Breida disputò la prima gara in carriera come titolare rispondendo con un primato in carriera di 138 yard e un touchdown da 66 yard che fu la corsa più lunga per un giocatore dei 49ers dalle 90 yard di Colin Kaepernick nel 2014. Per questa prestazione fu premiato come running back della settimana.
Nel quinto turno della stagione 2019 contro i Cleveland Browns, Breida nella prima azione della partita segnò un touchdown dopo una corsa da 86 yard. La sua gara si concluse con 114 yard corse mentre i 49ers si mantennero imbattuti. Il 2 febbraio 2020 scese in campo nel Super Bowl LIV in cui i 49ers furono sconfitti per 31-20 dai Kansas City Chiefs.

### Miami Dolphins
Il 25 aprile 2020 Breida fu scambiato con i Miami Dolphins per una scelta del quinto giro del Draft NFL 2021. Nella sua unica stagione in Florida corse 254 yard, senza segnare alcun touchdown.

### Buffalo Bills
IL 29 marzo 2021 Breida firmò un contratto di un anno con i Buffalo Bills.

### New York Giants
Il 21 marzo 2022 Breida firmò un contrattio annuale con i New York Giants. Nella stagione 2022 fu utilizzato come riserva di Saquon Barkley, segnando il suo primo e unico touchdown stagionale nella gara di settimana 10, la sconfitta 18-31 contro i Detroit Lions. Terminò la stagione regolare giocando in tutte le 17 gare, di cui una come titolare, mettendo a tabellino 54 corse per 220 yard e un touchdown, e anche 20 ricezioni per 118 yard, giocando inoltre due gare dei play-off.
Il 14 marzo 2023 rifirmò per un altro anno con i Giants. Anche per un infortunio che tenne fuori Barkley, Breida nella stagione 2023 giocò in tutte le 17 gare, di cui quattro come titolare, con 55 corse per 151 yard e un touchdown, oltre a 17 ricezioni per 88 yard.

### San Francisco 49ers (2° periodo)
Il 5 agosto 2024 Breida rifirmò con i 49ers. Il 26 agosto fu svincolato.

### Ritiro
Il 14 agosto 2025 Breida, da un anno senza squadra, annunciò la sua intenzione di ritirarsi dal football professionistico dopo sette anni di carriera nella NFL.

## Palmarès

### Franchigia
- National Football Conference Championship: 1

San Francisco 49ers: 2019

### Individuale
- Running back della settimana: 1

2ª del 2018